# Grand Prix-wegrace van Spanje 1954
De Grand Prix-wegrace van Spanje 1954 was de negende en laatste Grand Prix van het wereldkampioenschap wegrace voor motorfietsen in het seizoen 1954. De races werden verreden op 3 oktober op het Circuito de Montjuïc, een stratencircuit bij de berg Montjuïc ten zuidwesten van Barcelona. In deze Grand Prix kwamen de 500cc-, 250cc- en de 125cc-klasse aan de start. Alle wereldtitels waren al beslist.

## Algemeen
De Grand Prix van Spanje werd gedevalueerd door het ontbreken van de fabrieksteams van AJS, Norton en Gilera, die niet verschenen omdat de wereldtitels al vergeven waren. Ook NSU verscheen niet, maar dat team had zich voorgoed teruggetrokken na het dodelijke ongeval van Rupert Hollaus in de training van de GP de Nations.

## 500cc-klasse
Zonder de Gilera's en de Nortons konden MV Agusta en Moto Guzzi goede zaken doen. MV Agusta gaf daarvoor een viercilinder aan Luigi Taveri en liet ook Carlo Bandirola en Nello Pagani aantreden. Bandirola was de enige die in 1954 al podiumplaatsten had gescoord, maar Dickie Dale was eerste rijder en had bijna alle GP's gereden. Hij was echter nog niet verder gekomen dan een vierde plaats in de GP des Nations. Zonder grote tegenstand won Dale nu wel, voor Ken Kavanagh met de Moto Guzzi Quattro Cilindri. Pagani werd derde. De rest van de punten werden verdeeld onder privérijders met Norton 30M's. De race was een slijtageslag, van de 21 deelnemers haalden tien de finish. Dale klom door zijn overwinning van de elfde naar de vierde plaats in het wereldkampioenschap.
| Pos | Coureur        | Merk       | Tijd      | Punten |
| --- | -------------- | ---------- | --------- | ------ |
| 1   | Dickie Dale    | MV Agusta  | 1:51"55"3 | 8      |
| 2   | Ken Kavanagh   | Moto Guzzi | +39"9     | 6      |
| 3   | Nello Pagani   | MV Agusta  | +48"2     | 4      |
| 4   | Tommy Wood     | Norton     | +1 ronde  | 3      |
| 5   | Auguste Goffin | Norton     | +1 ronde  | 2      |
| 6   | Harold Clark   | Norton     | +1 ronde  | 1      |
| 7   | Alfredo Flores | Norton     | +1 ronde  |        |
| 8   | Joe Glazebrook | Norton     | +2 ronden |        |
| 9   | Rudolf Knees   | Norton     | +4 ronden |        |
| 10  | Bob Matthews   | Norton     | +5 ronden |        |

| Coureur          | Merk       | Oorzaak |
| ---------------- | ---------- | ------- |
| John Grace       | Norton     |         |
| Luigi Taveri     | MV Agusta  |         |
| Georg Braun      | Horex      |         |
| Peter Knees      | BMW        |         |
| Antonio Creus    | Norton     |         |
| Fergus Anderson  | Moto Guzzi |         |
| John Astor Storr | Norton     |         |
| Phil Heath       | Norton     |         |
| Carlo Bandirola  | MV Agusta  |         |
| Duilio Agostini  | Moto Guzzi |         |

| Coureur          | Merk      | Oorzaak    |
| ---------------- | --------- | ---------- |
| Gordon Laing (†) | Norton    | Overleden  |
| Keith Campbell   | Norton    | Teambeleid |
| Léon Martin      | Gilera    |            |
| Jacques Collot   | Norton    |            |
| Pierre Monneret  | Gilera    | Teambeleid |
| Bill Lomas       | MV Agusta |            |
| Bob McIntyre     | AJS       | Teambeleid |
| Cyril Julian     | Norton    |            |
| Derek Farrant    | AJS       | Teambeleid |
| Geoff Duke       | Gilera    | Teambeleid |
| Jack Brett       | Norton    | Teambeleid |
| Reg Armstrong    | Gilera    | Teambeleid |
| Alfredo Milani   | Gilera    | Teambeleid |
| Umberto Masetti  | Gilera    | Teambeleid |
| Peter Murphy     | Matchless | Teambeleid |
| Rod Coleman      | AJS       | Teambeleid |
| Ray Amm          | Norton    | Teambeleid |
| Rudy Allison     | Norton    |            |

### Top tien eindstand 500cc-klasse
| Pos | Coureur         | Merk       | Ptn     |
| --- | --------------- | ---------- | ------- |
| 1   | Geoff Duke      | Gilera     | 40 (46) |
| 2   | Ray Amm         | Norton     | 20      |
| 3   | Ken Kavanagh    | Moto Guzzi | 16      |
| 4   | Dickie Dale     | MV Agusta  | 13      |
| 5   | Reg Armstrong   | Gilera     | 13      |
| 6   | Pierre Monneret | Gilera     | 8       |
| 7   | Fergus Anderson | Moto Guzzi | 8       |
| 8   | Carlo Bandirola | MV Agusta  | 8       |
| 9   | Jack Brett      | Norton     | 8       |
| 10  | Alfredo Milani  | Gilera     | 6       |
| 10  | Umberto Masetti | Gilera     | 6       |

## 350cc-klasse
Van de wereldkampioenen was alleen Fergus Anderson aanwezig in Spanje. In de 500cc-race was hij uitgevallen, maar hij won zijn vierde 350cc-race van het seizoen met ruim een halve minuut voorsprong op Duilio Agostini en de Gibraltarees John Grace. Van de achttien starters haalden er dertien de finish.
| Pos | Coureur          | Merk          | Tijd       | Punten |
| --- | ---------------- | ------------- | ---------- | ------ |
| 1   | Fergus Anderson  | Moto Guzzi    | 1:25"44"90 | 8      |
| 2   | Duilio Agostini  | Moto Guzzi    | +0"37      | 6      |
| 3   | John Grace       | Norton        | +8"59      | 4      |
| 4   | Georg Braun      | Scnhell-Horex | +2"00"39   | 3      |
| 5   | Bob Matthews     | Velocette     | +1 ronde   | 2      |
| 6   | Auguste Goffin   | Norton        | +1 ronde   | 1      |
| 7   | Karl Lottes      | DKW           | +1 ronde   |        |
| 8   | Walter Reichert  | NSU           | +1 ronde   |        |
| 9   | Rudi Stein       | NSU           | +2 ronden  |        |
| 10  | John Astor Storr | Norton        | +2 ronden  |        |
| 11  | Alfredo Flores   | Velocette     | +2 ronden  |        |
| 12  | Rudi Knees       | Norton        | +3 ronden  |        |
| 13  | Kurt Knopf       | NSU           | +5 ronden  |        |

| Coureur        | Merk       | Oorzaak |
| -------------- | ---------- | ------- |
| Ken Kavanagh   | Moto Guzzi |         |
| Antonio Creus  | Norton     |         |
| Harold Clark   | Norton     |         |
| Joe Glazebrook | AJS        |         |
| Phil Heath     | AJS        |         |

| Coureur          | Merk   | Oorzaak    |
| ---------------- | ------ | ---------- |
| Gordon Laing (†) | Norton | Overleden  |
| Bob McIntyre     | AJS    | Teambeleid |
| Derek Farrant    | AJS    | Teambeleid |
| Jack Brett       | Norton | Teambeleid |
| Rod Coleman      | AJS    | Teambeleid |
| Ray Amm          | Norton | Teambeleid |

| Coureur           | Merk       |
| ----------------- | ---------- |
| Maurice Quincey   | Norton     |
| Firmin Dauwe      | Norton     |
| Karl Hofmann      | DKW        |
| Siegfried Wünsche | DKW        |
| Jacques Collot    | Norton     |
| Pierre Monneret   | AJS        |
| Bob Keeler        | Norton     |
| John Clark        | AJS        |
| Peter Davey       | Norton     |
| Alano Montanari   | Moto Guzzi |
| Enrico Lorenzetti | Moto Guzzi |
| Barry Stormont    | BSA        |
| Leo Simpson       | AJS        |

### Top tien eindstand 350cc-klasse
| Pos | Coureur           | Merk       | Ptn |
| --- | ----------------- | ---------- | --- |
| 1   | Fergus Anderson   | Moto Guzzi | 38  |
| 2   | Ray Amm           | Norton     | 22  |
| 3   | Rod Coleman       | AJS        | 20  |
| 4   | Ken Kavanagh      | Moto Guzzi | 18  |
| 5   | Enrico Lorenzetti | Moto Guzzi | 15  |
| 6   | Jack Brett        | Norton     | 14  |
| 7   | Duilio Agostini   | Moto Guzzi | 9   |
| 8   | Bob McIntyre      | AJS        | 9   |
| 9   | Leo Simpson       | AJS        | 9   |
| 10  | Pierre Monneret   | AJS        | 8   |

## 125cc-klasse
Zonder het team van NSU verwachtte men een overwinning van Carlo Ubbiali met de MV Agusta 125 Bialbero. Ubbiali reed ook de snelste ronde, maar viel uit. Tarquinio Provini, die in de GP des Nations nog tweede was geworden, trainde met de fabrieks-Mondial 125 Bialbero, maar besloot te starten met een productieracer, de Mondial 125 Monoalbero. Hij won de race voor Roberto Colombo en klom naar de vierde plaats in de WK-eindstand. De privérijders met MV Agusta 125 Monoalbero's vielen allemaal uit, waardoor een aantal Spaanse rijders met Spaanse motorfietsen punten scoorden: José Antonio Elizalde en Juan Bertrand met Montesa's, Arturo Paragues met een Lube (NSU) en Gabriel Corsín met een MV Avello (MV Agusta). Zeven van de zeventien deelnemers haalden de finish.
| Pos | Coureur               | Merk      | Tijd      | Punten |
| --- | --------------------- | --------- | --------- | ------ |
| 1   | Tarquinio Provini     | Mondial   | 59"05"80  | 8      |
| 2   | Roberto Colombo       | MV Agusta | +1"21"66  | 6      |
| 3   | José Antonio Elizalde | Montesa   | +1 ronde  | 4      |
| 4   | Juan Bertrand         | Montesa   | +1 ronde  | 3      |
| 5   | Arturo Paragues       | Lube      | +2 ronden | 2      |
| 6   | Gabriel Corsín        | MV Avello | +2 ronden | 1      |
| 7   | Dick Renooy           | Eysink    | +3 ronden |        |

| Coureur             | Merk      | Oorzaak |
| ------------------- | --------- | ------- |
| John Grace          | Montesa   |         |
| Hubert Luttenberger | MV Agusta |         |
| Karl Lottes         | MV Agusta |         |
| Enrique Sirera      | Montesa   |         |
| Francisco González  | Clua      |         |
| Juan Atorrasagasti  | MV Agusta |         |
| Juan Puig           | MV Agusta |         |
| Marcelo Cama        | Montesa   |         |
| Fron Purslow        | MV Agusta |         |
| Carlo Ubbiali       | MV Agusta |         |

| Coureur             | Merk | Oorzaak    |
| ------------------- | ---- | ---------- |
| Rupert Hollaus (†)  | NSU  | Overleden  |
| Hans Baltisberger   | NSU  | Teambeleid |
| Hermann Paul Müller | NSU  | Teambeleid |
| Werner Haas         | NSU  | Teambeleid |

| Coureur           | Merk      |
| ----------------- | --------- |
| Willi Scheidhauer | MV Agusta |
| Gabriel Corsín    | MV Agusta |
| Brian Purslow     | MV Agusta |
| Cecil Sandford    | MV Agusta |
| Ivor Lloyd        | MV Agusta |
| Angelo Copeta     | MV Agusta |
| Franco Bertoni    | MV Agusta |
| Guido Sala        | MV Agusta |
| Massimo Genevini  | MV Agusta |

### Top tien eindstand 125cc-klasse
| Pos | Coureur               | Merk      | Ptn |
| --- | --------------------- | --------- | --- |
| 1   | Rupert Hollaus (†)    | NSU       | 32  |
| 2   | Carlo Ubbiali         | MV Agusta | 18  |
| 3   | Hermann Paul Müller   | NSU       | 15  |
| 4   | Tarquinio Provini     | Mondial   | 14  |
| 5   | Werner Haas           | NSU       | 11  |
| 6   | Hans Baltisberger     | NSU       | 10  |
| 7   | Guido Sala            | MV Agusta | 8   |
| 8   | Cecil Sandford        | MV Agusta | 8   |
| 9   | Roberto Colombo       | MV Agusta | 6   |
| 10  | José Antonio Elizalde | Montesa   | 4   |

1950 · 1951 · 1952 · 1953 · 1954 · 1955 · 1957 · 1958 · 1959 · 1960 · 1961 · 1962 · 1963 · 1964 · 1965 · 1966 · 1967 · 1968 · 1969 · 1970 · 1971 · 1972 · 1973 · 1974 · 1975 · 1976 · 1977 · 1978 · 1979 · 1980 · 1981 · 1982 · 1983 · 1984 · 1985 · 1986 · 1987 · 1988 · 1989 · 1990 · 1991 · 1992 · 1993 · 1994 · 1995 · 1996 · 1997 · 1998 · 1999 · 2000 · 2001 · 2002 · 2003 · 2004 · 2005 · 2006 · 2007 · 2008 · 2009 · 2010 · 2011 · 2012 · 2013 · 2014 · 2015 · 2016 · 2017 · 2018 · 2019 · 2020 · 2021 · 2022 · 2023 · 2024 · 2025